# Serguéi Yung
Serguéi Yung (Unión Soviética, 10 de agosto de 1955) fue un atleta soviético, especializado en la prueba de 50 km marcha en la que llegó a ser medallista de bronce del mundo en 1983.

## Carrera deportiva
En el Mundial de Helsinki 1983 ganó la medalla de bronce en los 50 km marcha, con un tiempo de 3:49:03 segundos, llegando a la meta tras el alemán Ronald Weigel y el español Josep Marín.